# 阿克塞尔·卡迪埃尔
阿克塞尔·卡迪埃尔（瑞典語：Axel Cadier，1906年9月13日—1974年10月29日），瑞典男子摔跤运动员。他曾代表瑞典参加1932年和1936年夏季奥林匹克运动会摔跤比赛，共获得一枚金牌和一枚铜牌。